# Judá Loew ben Betzalel
Judah Löw Ben Bezaleel conhecido também por Der Hohe Rabbi Löw [ou Loewe, Löwe, Löb, Levai e Liwa]: MaHaRaL d-Prag ou O Maharal; 1525 - 1609), rabino, talmudista, matemático austríaco, nascido em Posen e cuja nobre família foi para Worms no final do século XV, provavelmente em conseqüência de perseguição; morreu em Praga em 17 de setembro de 1609 (18 de Elul, 5369); segundo filho de Bezaleel ben Ḥayyim. Seu pai era irmão de Jacob Worms, rabino chefe de todas as comunidades do império alemão, e cunhado de Isaac Klauber de Posen, cujo neto era Solomon Luria. O irmão mais velho de Löw Ḥayyim; estudou com Shalom Shakna. Löw também tinha irmãos mais novos chamados Sinai e Samson, que desfrutavam de reputações como sendo acadêmicos.
Foi uma importante referência no estudo de Talmud, Cabalá e filósofo que serviu como rabino-chefe em Praga (agora na República Tcheca) a maior parte de sua vida. E ele foi enterrado no Cemitério Judaico Antigo em Josefov, Praga. E seu túmulo com a lápide ainda intacta pode ser visitada.
Seu nome Löw ou Loew, deriva do alemão Löwe que significa leão (a palavra Yiddish Leib tem a mesma origem), é um nome kinnuy (substituto) para o nome Judá ou Yehuda, a tribo de Judá é tradicionalmente associada como a figura do leão. No livro de Gênesis (49:9), o patriarca Jacó se refere ao seu filho Judá como Gur Aryeh, um jovem leão, quando o abençoa. Figuras de leão estão presentas na sua lápide assim como escudos heráldicos.

## História
Como Löw nunca fala de si mesmo em seus livros, pouco se sabe sobre sua vida. A suposição de que ele era aluno de Shakna é refutada não apenas em razão de dificuldades cronológicas, mas também por sua atitude positiva em denunciar o piluloso, no qual Shakna se entregou muito.
De 1553 a 1573, Löw era o "Landesrabbiner" morávio em Nikolsburg, um escritório em virtude do qual ele dirigia não apenas os assuntos da comunidade, mas especialmente o estudo do Talmude. Ele fez com que fosse feita uma coleta dos estatutos da Morávia ("taḳḳanot") a respeito da eleição dos anciãos do distrito e do distrito, da taxação e da restrição do luxo, com o propósito de suplementá-los e confirmá-los. As comunidades da Morávia consideravam-no uma autoridade, mesmo depois de ele ter abandonado o cargo - talvez por causa da perseguição aos judeus na Morávia - e se estabelecido em Praga.
Como tal, ele foi apelado para quando a calúnia de "Nadler" foi levada para Moravia, em conseqüência da qual sua própria família sofreu e contra a qual ele mesmo proferiu um discurso de advertência no sábado entre Rosh ha-Shanah e Yom Kippur, 1583 Praga, 1584). "Nadler" (ou melhor, "Nudler": comp. Grimm, "Wörterbuch") foi um epíteto despropositado que ofusca a legitimidade de muitas famílias.
Löw comprometeu-se a proferir o discurso porque, pouco tempo antes, a morte de Isaac Melnik deixara vago o rabino-chefe de Praga. Na época, Löw ocupava uma posição semioficial. Ele havia fundado o "Klaus", uma escola do Talmud que dirigiu até 1584, e também prestou grandes serviços à comunidade de Praga regulando os estatutos da ḥebra ḳaddisha, fundada em 1564, e organizando sociedades mishnayot. No entanto, ele foi preterido na eleição, seu cunhado Isaac Ḥayyot, um aderente do pilpul, sendo escolhido rabino-chefe de Praga.
Löw então aceitou de bom grado o chamado de sua comunidade natal, Posen. Em 1588, porém, ele estava novamente em Praga. Ele foi atraído para lá não apenas por laços familiares (sua esposa pertencente à eminente família Altschuler e suas filhas sendo casadas naquela cidade), mas também pelo fato de que Isaac Ḥayyot havia renunciado ao seu cargo.
Pela segunda vez, Löw aceitou a posição de rabino. Nesta data (1588) ele renovou e ampliou o escopo da proibição que ele, junto com dez estudiosos de Praga, havia pronunciado em 1583 contra a calúnia de "Nadler". Na ocasião atual, ele atuou em conjunto com Eleazar de Worms em Posen, e Mordecai Jaffe, Isaac Cohen Shapira e Joseph b. Isaac ha-Levi Günzburg e Uri Lipman Ḥefez em Gnesen.
No décimo dia de Adar, 5352 (23 de fevereiro de 1592), Löw foi ordenado a comparecer perante o imperador no castelo. Ele foi à audiência acompanhado por seu irmão Sinai e seu genro Isaac Cohen; e o príncipe Bertier estava presente com o imperador. A conversa parece ter ligado assuntos cabalísticos.
No mesmo ano (mas não pode ser provado se foi em conseqüência da audiência) de Löw voltou a Posen, onde ele havia sido escolhido rabino-chefe da Polônia. Aqui ele escreveu um trabalho sobre a ética do judaísmo, "Netibot Shalom" (Praga, 1596), como a segunda parte do seu comentário Abot "Derek ha-Ḥayyim" (Cracóvia, 1589). Em Praga também foram impressos em 1593 dois discursos que ele havia feito em Posen, "'Al ha-Miẓwot" e "' Al ha-Torah wa'Abodah". No "Pesaḳ 'al' Agunah" (ib. 1594) existe um resposta de Löw. Neste trabalho Löw é chamado "rabino chefe de Praga"; e de fato ele se tornou rabino chefe de jure, provavelmente após a morte de Isaac Ḥayyot (1597).

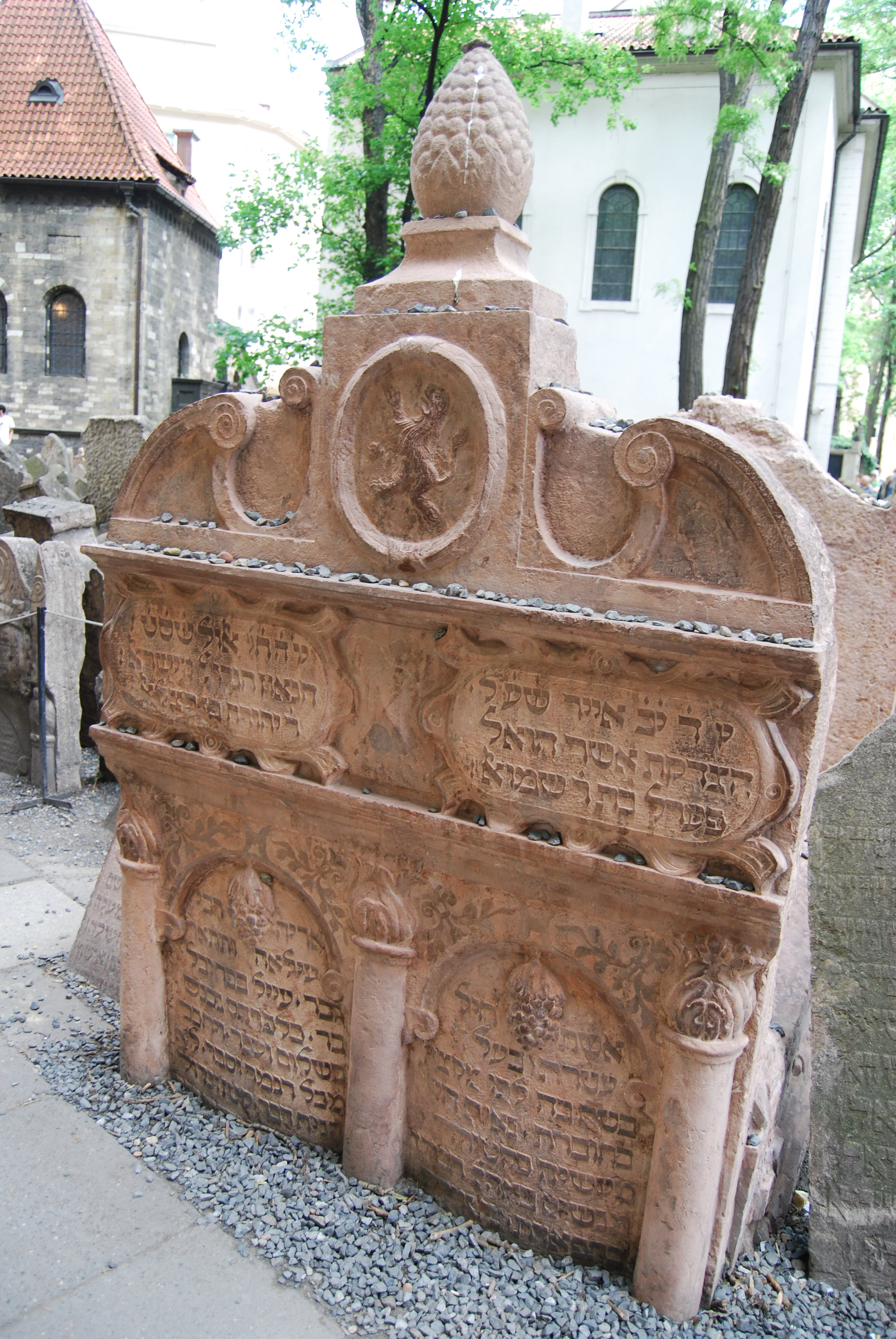
Pedra do túmulo do Rabino Loew

## Obras
Em Praga, Löw escreveu entre 1598 e 1600 as seguintes obras:
- (1) "Tif'eret Yisrael" (Veneza, 1599), sobre a excelência dos mestres da Torá;
- (2) "Neẓaḥ Yisrael" (Praga, 1599), no exílio e no tempo messiânico,
- (3) "Be'er ha-Golah", em passagens talmúdicas difíceis, sendo ao mesmo tempo uma defesa do Talmude (ib 1598);
- (4) "Ou Ḥadash" (ib. 1600), em Ester e Purim;
- (5) "Ner Miẓwah" (ib.), Em Ḥanukkah.

Também foi impresso em Praga (1598) o sermão fúnebre pregado por Löw sobre a morte de Akiba Günzburg, de Frankfort. Löw foi especialmente ativo como amigo e conselheiro do nobre Mordecai Meisel. Depois de sofrer muito em Praga devido à opressão externa e às brigas internas, ele agora era o centro da crescente comunidade.
Löw era muito respeitado por seus contemporâneos e pela posteridade. Ele é louvado como a "glória do exílio", a "luz de Israel" (Gans), "a maravilha do nosso tempo, à cuja luz nossos correligionários caminham e cujas águas todo Israel bebe." Sua pessoa até se tornou o centro de todo um ciclo de lendas (veja Golem), que estão intimamente relacionadas com as lendas de Fausto e provavelmente se deveu à sua vida ascética, piedosa e aposentada, ao seu profundo conhecimento, e não um pouco ao seu conhecimento. audiência misteriosa com o imperador Rudolph II.
No entanto, ele não estava entre os campeões da cabalá, e nenhum de seus trabalhos é dedicado a ela. Embora ele não pudesse se reconciliar com as investigações de Azaria dei Rossi, e compreendeu todos os pronunciamentos da Agadá literalmente, ainda assim ele era inteiramente a favor da pesquisa científica, na medida em que a última não contradizia a revelação divina.
Além das obras de Löw mencionadas acima, apareceram as seguintes:
1. "Gur Aryeh" (Praga, 1578), comentário a Rashi sobre o Pentateuco;
2. "Geburat ha-Shem" (Cracóvia, 1582), na Agadá de Pesaḥ; discurso para o Shabat ha-Gadol (Praga, 1589).

Os seguintes manuscritos são existentes:
1. "Bi'ure Yoreh De'ah", impresso em 1775;
2. "Ḥiddushe Aggadot";
3. "Bi'urim 'al Jantar Mezuzá, Ketibat Meguilá, Kele ha-Ḳodesh, Bigde Kehunnah nós-Sammane ha-Ḳeṭoret";
4. "Bi'urim 'al ha-Rif u-Mardekai".

Seus trabalhos sobre as festas levam títulos que foram inspirados por versículos bíblicos em Crônicas I 29:11: "Teus, ó Senhor, são a grandeza, e o poder, e a glória, e a vitória, e a majestade, pois tudo que está nos céus e na terra [é Teu]; Teu é o reino e [Tu és Aquele] Que é exaltado sobre tudo como o Líder." O livro de "grandeza" (guedula) sobre o Shabat não foi presevado, mas o livro de "poder" (guevurá) é Guevurat HaShem, o livro de glória é Tiferet Yisrael, e o livro de "eternidade" ou "vitória" (netzach) é Netzach Yisrael.